# Xã Roc Roe, Quận Monroe, Arkansas
Xã Roc Roe (tiếng Anh: Roc Roe Township) là một xã thuộc quận Monroe, tiểu bang Arkansas, Hoa Kỳ. Năm 2010, dân số của xã này là 296 người.